# Cashflow 101
Cashflow 101 è un gioco da tavolo di società inventato di Robert Kiyosaki, uscito nel 1996 e in Italia nel novembre 2010. Lo strumento si propone di insegnare ai giocatori strategie di investimento che prevedano l'acquisizione di rendite finanziarie senza rischio, migliorando contestualmente le loro competenze finanziarie e sottolineando l'importanza di una buona contabilità personale.
Dal gioco in scatola è stato creato anche il gioco per il computer dal titolo Cashflow 101 E-game e il gioco per cellulare. L'autore ha anche pubblicato il libro Padre Ricco, Padre povero nel quale sono esplicitati molti riferimenti al gioco.

## Cashflow 101
Il gioco si articola in due fasi. Durante la prima, la cosiddetta "corsa del topo", lo scopo del giocatore è quello di aumentare i redditi passivi del suo personaggio fino a un livello che uguagli o superi le spese totali. Il vincitore del gioco viene determinato nella seconda fase, la cosiddetta "corsia veloce". Per vincere, il giocatore deve far in modo che il suo personaggio acquisti il suo "sogno" o accumuli un cashflow mensile addizionale pari a $50.000.
Il punteggio è dato dagli estratti conto. Il gioco prevede che ogni partecipante compili il proprio rendiconto finanziario così da poter vedere in modo chiaro cosa accade al proprio denaro. In generale, il rendiconto finanziario mostra come le attività patrimoniali generino redditi e come le passività generino spese.
La scatola da gioco contiene: la tavola da gioco, le istruzioni di gioco, dei blocco fogli-bilancio da compilare per giocare, 4 mazzi carte, bilanci giocatore, matite e pedine, dadi e gettoni.

## Cashflow 202
Cashflow 202 è un'espansione di Cashflow 101 (non si può giocare senza possedere Cashflow 101) che immette nuove carte mercato assieme alla possibilità di giocare in borsa (opzioni put, call, short).
Il gioco introduce inoltre una maggiore aleatorietà del mercato, rendendo più probabile il fallimento individuale.
È considerata la versione "avanzata" di Cashflow 101.